# Ганна Ґросс
Ганна Ґросс (англ. Hannah Gross, нар. прибл. 1989/1990) — канадська акторка. Вона найбільш відома своєю роллю Деббі Мітфорд у драмі Netflix «Мисливець за розумом».

## Раннє життя
Ґросс виросла у Торонто. Вона дочка акторів Марти Бернс і Пола Ґросса. Вона відвідувала Школу мистецтв Тіша при Нью-Йоркському університеті та здобула ступінь бакалавра образотворчого мистецтва в театрі, а також відвідувала релігієзнавство.

## Кар'єра
У 2010 році Ґросс зіграла Кеті у п'єсі Шерон Поллок «Док» 1984 року та «Трамвай Бажання» Теннессі Вільямса (1947) для акторської студії Стелли Адлер. Вона зіграла в одноактній п'єсі Вільямса 1953 року «Talk to Me Like the Rain and Let Me Listen» у 2012 році. Ґросс отримала роль у фільмі «Раніше я був темнішим» (2013) після зустрічі з його режисером Метью Портерфілдом на вечірці після показу свого попереднього фільму «Putty Hill» (2010) у Нью-Йорку. У 2013 році вона зіграла головну героїню в короткометражному фільмі Дастіна Гая Дефи «Лідія Гоффман». Ґросс зіграла головну жіночу роль у фільмі Чарльза Покеля «Різдво, знову», прем'єра якого відбулася на Міжнародному кінофестивалі в Локарно 2014 року. Вона також зіграла у фільмі Нейтана Сільвера 2014 року «Невизначені Умови» і у його ж фільмі 2015 року «Смердюче Небо». Також у 2014 році Ґросс зіграла головну роль у короткометражному фільмі Девіда Рабоя «Пляжний тиждень».
У 2017 році Ґросс знялася в драматичному телесеріалі від Netflix «Мисливець за розумом», де зіграла роль Деббі Мітфорд, аспірантки Університету Вірджинії та дівчини одного з трьох головних героїв.

## Фільмографія

### Фільми
| Рік  | Назва                                | Роль              | Примітки         |
| ---- | ------------------------------------ | ----------------- | ---------------- |
| 2002 | Хлопці з віниками                    | Дівчина в грі     | Не зазначений    |
| 2004 | Вілбі Чудово                         | Дівчина в мотелі  | Не зазначений    |
| 2005 | Дрей Медхен                          | дочка             | Короткий фільм   |
| 2013 | Раніше я був темнішим                | Еббі              |                  |
| 2013 | Лідія Гофман                         | Лідія Гофман      | Короткий фільм   |
| 2013 | Шостий рік                           | Габбі             | П'ятий сегмент   |
| 2014 | Невизначені умови                    | Кеммі             |                  |
| 2014 | Різдво, знову                        | Лідія             |                  |
| 2014 | Серпанок                             | Наталі            | Короткий фільм   |
| 2015 | Прощальний                           | Емілі             |                  |
| 2015 | Смердюче небо                        | Енн               | Додаткове письмо |
| 2015 | Беріть те, що можете нести           | Лілі              | Короткий фільм   |
| 2015 | Пляжний тиждень                      | Лор               | Короткий фільм   |
| 2015 | Маленька капуста                     | Ана               | Короткий фільм   |
| 2016 | Питання Зенона                       | Кірстен           | Короткий фільм   |
| 2016 | Драматичні Стосунки                  |                   | Короткий фільм   |
| 2016 | Психічні захворювання: Дитина        | Дівчина в барі    | Короткий фільм   |
| 2016 | Психічні захворювання: ще одна зміна | дівчина           | Короткий фільм   |
| 2016 | Хіба що                              | Нора              |                  |
| 2016 | Пасльонові                           | Трояндовий вальс  | Короткий фільм   |
| 2017 | Марджорі Прайм                       | Молода Марджорі   |                  |
| 2018 | Гора                                 | Сьюзен            |                  |
| 2018 | Її запах                             | Тіффані           |                  |
| 2019 | Джокер                               | Молода Пенні Флек |                  |
| 2019 | Зникнення в Кліфтон Хілл             | Лор               |                  |
| 2019 | Коулвелл                             | Елла              |                  |
| 2020 | Тесла                                | Міна Едісон       |                  |
| 2020 | Падіння                              | Гвен Петерсон     |                  |
| 2020 | Флешбек                              | Карен             |                  |
| 2023 | Дорослі                              | Рейчел            |                  |

### Телесеріали
| Рік  | Назва                | Роль          | Примітки                  |
| ---- | -------------------- | ------------- | ------------------------- |
| 2017 | Мисливець за розумом | Деббі Мітфорд | 10 серій                  |
| 2018 | Грішники             | Марін Калхун  | Повторювана роль, 2 сезон |
| 2018 | Мертвий віск         | Етта Прайс    | 7 епізодів                |
| 2023 | Округ Ессекс         | Бет           | 3 епізоди                 |
| 2025 | Нульовий день        | Анна Сіндлер  | 1 епізод                  |
| TBA  | Савант               | TBA           | TBA                       |

### Театр
| Рік  | Назва                                          | Роль | Примітки                           |
| ---- | ---------------------------------------------- | ---- | ---------------------------------- |
| 2010 | Док                                            | Кеті | Молодий центр сценічного мистецтва |
| 2012 | Говори зі мною як дощ і дозволь мені послухати |      | Розбірний отвір                    |
| 2012 | Трамвай Бажання                                | —    | Директор                           |